# 幸せきょうりゅう音頭
「幸せきょうりゅう音頭」（しあわせきょうりゅうおんど）は、おどる♥11のシングル。2002年7月3日にzetima（現・アップフロントワークス）から発売された。

## 概要
- シャッフルユニットの企画第3弾で、今作のテーマは幸せである。セクシー8の「幸せですか?」、ハッピー♥7の「幸せビーム!好き好きビーム!」と同日発売。
- 表題曲「幸せきょうりゅう音頭」は、NHK『みんなのうた』2002年6月～7月に放送の楽曲に起用された。なおアニメーションは木下洋子が手掛けている。
- 『世界最大の恐竜博2002』テーマソング。
- "音頭"のタイトル通り、曲中でも三味線やお囃子など日本文化を感じさせるものに仕上がっている[1]。

## 収録曲
全作詞・作曲：つんく
1. 幸せきょうりゅう音頭 (4:00)
編曲：小西貴雄
2. よくある親子のセレナーデ (おどる♥11 Version) (4:09)
編曲：SHO-1
3. 幸せきょうりゅう音頭 (Instrumental) (4:00)

## 参加メンバー
飯田圭織、安倍なつみ、保田圭、辻希美、紺野あさ美、りんね、村田めぐみ、柴田あゆみ、松浦亜弥、石井リカ、藤本美貴

## 参加ミュージシャン
幸せきょうりゅう音頭
- プログラミング&キーボード：小西貴雄
- マニピュレータ：勝浦剛
- 大太鼓&太鼓&当鐘&お囃子：堅田喜三久
- 篠笛&能管：寶山左衛門
- 長唄三味線&低音三味線：杵屋裕光
- お囃子：小湊美和・おどる♥11

よくある親子のセレナーデ (おどる♥11 Version)
- プログラミング：SHO-1
- アコースティックギター：鈴木健治
- コーラス：つんく・稲葉貴子・生方信堂